# Martín Torrijos
Martín Erasto Torrijos Espino (phát âm tiếng Tây Ban Nha: [martin torixos], sinh ngày 18 tháng 7 năm 1963, ở Chitre, Herrera) là một chính trị Panama, là cựu Tổng thống của Cộng hòa Panama. Là con trai ngoài giá thú của người cai trị quân sự Panama Omar Torrijos, Martín Torrijos học kinh tế và khoa học chính trị ở Mỹ. Sau đó, ông trở lại Panama, trở thành hoạt động trong Đảng Cách mạng Dân chủ (PRD). Ông là ứng cử viên tổng thống của đảng trong cuộc tổng tuyển cử năm 1999, nhưng thua ứng cử viên Đảng Arnulfista Mireya Moscoso.
Trong cuộc bầu cử tổng thống năm 2004, ông tranh cử với danh nghĩa ứng cử viên Đảng Cách mạng Dân chủ. Lần này, đối thủ chính của ông là ứng cử viên Đảng Đoàn kết Guillermo Endara, người mà Torrijos đánh bại với tỷ lệ phiếu 47% so với 31%. Torrijos cải cách an sinh xã hội và lương hưu trong nhiệm kỳ của mình, cũng như đề xuất và thực hiện mở rộng một đoạn kênh đào Panama trị giá 5 tỷ USD. Người kế vị Torrijos làm Tổng thống Panama là ông trùm siêu thị Ricardo Martinelli trong năm 2009.